# Wernerovský dům

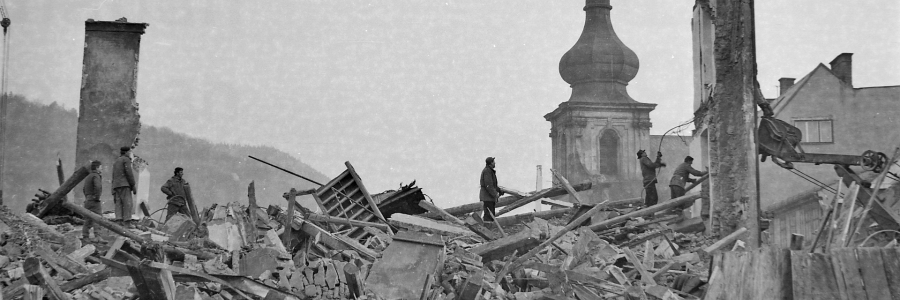
Odstřel hotelu Praha na Masarykově náměstí, Děčín, 17. února 1967

Wernerovský dům, ve dvacátém století známý jako hotel Praha, či „U města Prahy“, byl dům s číslem popisným 162 stojící na severní straně Masarykova (tehdy Leninova) náměstí v Děčíně. Jednalo se o dům postavený roku 1594 s renesančním půlkruhově klenutým portálem, který má v nástavci desku s erby Wernerů z Wernsdorfu a rodu z Buchneru.
Dům byl 17. února roku 1967 odstřelen. Výše zmíněný portál byl rozebrán a odvezen do OM v Děčíně.